# Культура Ирана

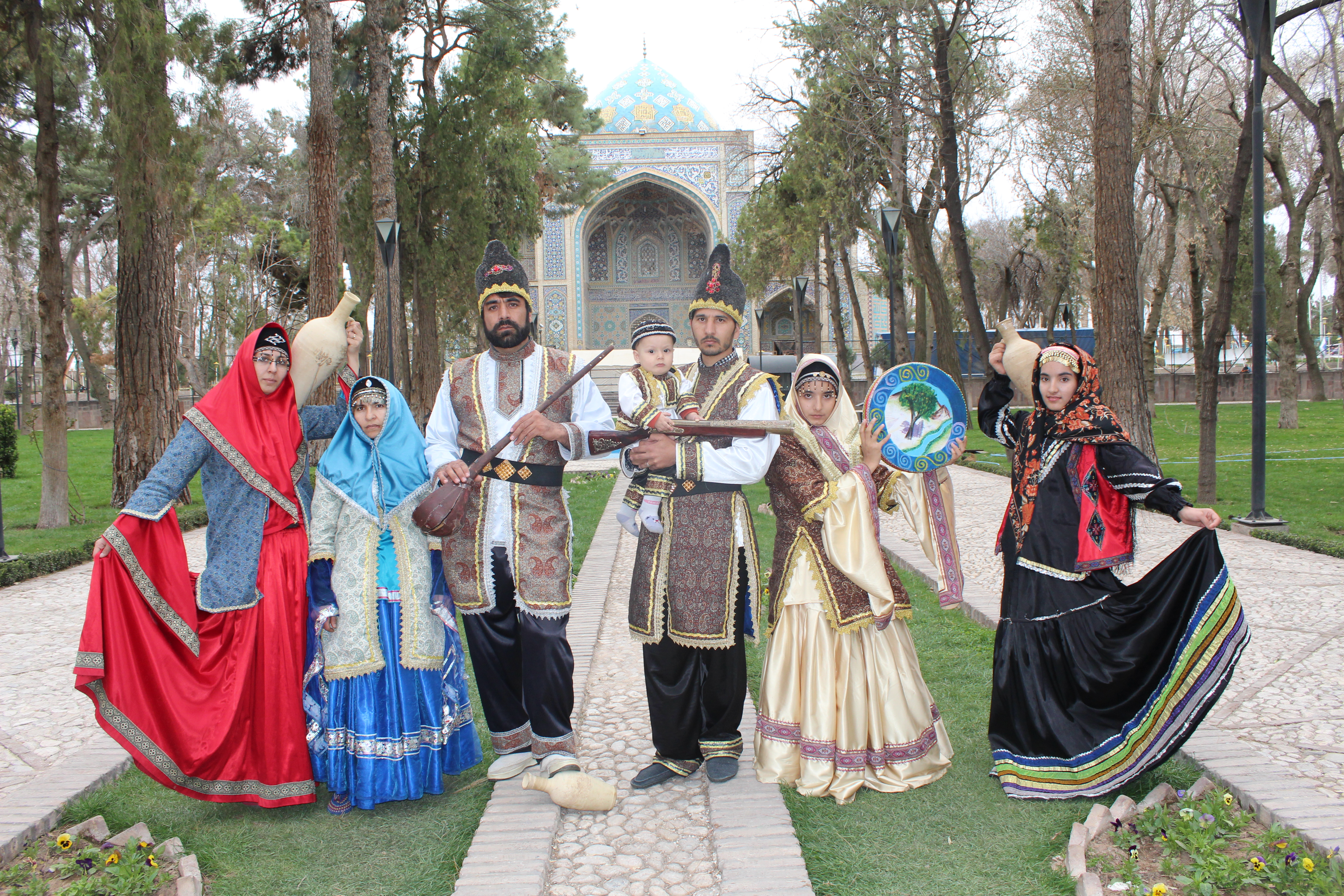
Нишапур, праздник Новруз, иранская семья в традиционной одежде.

Культура Ирана, как и сам Иран, насчитывает около двух с половиной тысяч лет и берёт своё начало с эпохи зороастризма. 
Современная существующая в Иране культура есть сложный синтез доисламских и исламских норм, явлений, представлений, образов.
Долгое время иранская культура была господствующей культурой Ближнего Востока и Средней Азии, а персидский язык был языком интеллигенции, элиты этих регионов на протяжении большей части второго тысячелетия нашей эры.
Во время эпохи Сасанидов иранская культура оказывала значительное влияние на Китай, Индию и Римскую империю, доходя до Западной Европы и Африки. Это влияние играло значительную роль в формировании как азиатского, так и европейского средневекового искусства. Многие важные пласты из того, что затем стало известно как исламское знание: филология, литература, юриспруденция, философия, медицина, архитектура и естественные науки были основаны на разного рода началах и практиках, взятых из Сасанидского Ирана.

## Мифология
см. мифология
- Зороастризм

## Поэзия и письмо
В Иране поэзия всегда считалась выше прозы. Эти два способа организации текста различались не только рифмой и ритмом, но и игрой между явным смыслом и скрытыми, неявными нюансами. У первоистоков иранской поэзии стоял Рудаки, его перу принадлежат первые жемчужины персидской поэзии.
Персидская проза, в свою очередь, родилась в X веке, во время правления Саманидов в Бухаре. В основном это была проза религиозного содержания.
Несмотря на колоссальное влияние исламской цивилизации, классическая персидская поэзия не утратила своих языковых корней и во многом полагалась на традицию и культурную память, сильную связь с доисламским периодом, которая выражалась в стихотворном размере (несмотря на то, что он был адаптирован к арабскому), словаре и ключевых темах.
Из персидских поэтов, которые вошли в историю литературы, стоит отметить: Фирдоуси, Ибн Сина, Омар Хайям, Рудаки, Саади, Руми, Хафиз, Низами, Джами.

### Персидская каллиграфия

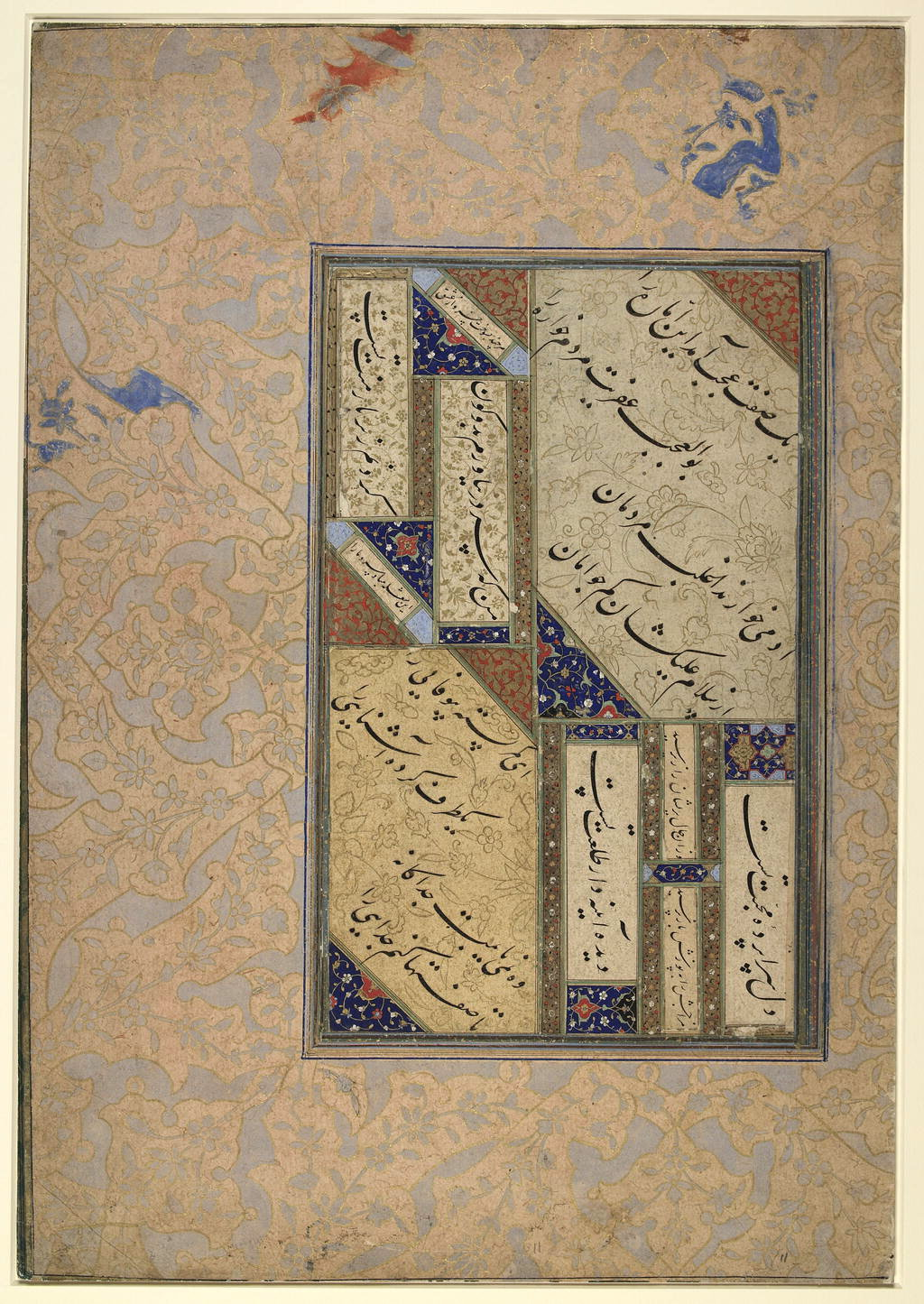
Рубаи Хафиза, XVI—XVII вв.

В Иране после распространения ислама и арабского письма, на основе которого создана персидская азбука, каллиграфия всегда относилась к высшим, наиболее ценимым искусствам, как и в других странах мусульманского Востока. Существовало множество стилей, видов и почерков каллиграфии: куфи, талик (исп. для официальной переписки), сулс, шекасте (исп. для писем и поэтических произведений), насха (исп. при переписки книг), тугра, насталик. Последний, созданный, согласно традиции, знаменитым табризским мастером Мир Али Хасаном в XV веке, в период правления Байсанкор Мирзы в Герате, пользовался особой популярностью у персидских каллиграфов. Почерк этот был создан на основе уже существующих талика и насха, затем на протяжении времени подвергался многочисленным изменения, в конечном итоге дошёл до наших дней и до сих пор используется в Иране, Средней Азии, Пакистане и Индии. Широкое распространение, в том числе в виде множества новых почерков, созданных на его основе, насталик получил, в частности, благодаря удобству при быстроте письма, удобочитаемости, элегантности, а также способности наглядно и рельефно выделять рифму и редифы в поэтических произведениях.
Каллиграфия использовалась для переписки текста Корана, хадисов, писем, книг, оформления поэтических строк.

## Архитектура
см. архитектура

## СМИ
Газеты: «Кейхан», «Эттелаат».
Телерадиовещание:
- Иранский телевизионный канал «Press TV»
- Правительственное радио и телевидение — «Голос Исламской Республики Иран»

Иновещание на страну ведёт американская радиостанция Радио Фарда (англ. Radio Farda), филиал РС/РСЕ.
Информагентства:
- Национальное информационное агентство ИРНА (IRNA)
- Национальное информационное агентство ФАРС (FARS, Fars News Agency)
- Информационное агентство иранских студентов (ИСНА, ISNA)

## Праздники
К иранским праздникам, которые имеют глубокие культурные корни в истории страны, относятся:
- Новруз (перс. نوروز‎) — праздник нового года (21—23 марта или 1 фарвардин).
- Чахаршанбе-Сури (перс. چهارشنبه‌سوری‎) — праздник огня в канун Новруза, который знаменует собой приход весны и возрождение природы.
- Сиздах-бе-дар (перс. سیزده بدر‎) — день природы (2 апреля или 13 фарвардин).
- Шаб-е Ялда (перс. شب چله‎) — ночь рождения Митры, персидского бога света и правды (21—21[уточнить] декабря, в ночь с 30 азара на 1 дея).
- Мехреган (перс. مهرگان‎) — народный праздник урожая, именной день Митры (2 октября или 16 мехра).